# Alex Oriental Experience
Alex Oriental Experience (AOE) war eine 1973 von dem Kölner Gitarristen Alex Wiska (1950–2011) gegründete und bis 2009 existierende Band, die mehrere LPs bzw. CDs produzierte und zahlreiche Live-Auftritte hatte. 1985 und 1992 trat sie in der Sendung Rockpalast Nacht auf.

## Musikstil
Die Band spielte Rockmusik mit orientalischen Einflüssen, es wurde die türkische Saz als Instrument eingesetzt. Weiterhin fanden sich Elemente des Blues, Boogie oder auch Funk.

## Besetzung
Neben Alex Wiska (Gesang, Saz) spielten im Laufe der Zeit folgende Musiker in der Band:
- Rosco Gee
- Peter Herrmann (Bass)
- Manni von Bohr (Schlagzeug)
- Kurt Billker (Schlagzeug)
- Marc zur Oven (Schlagzeug)
- Rich Schwab (Bass)
- Horst Stachelhaus (Bass)
- Ufo Walter (Bass)

## Diskografie
- Alex, LP, 1973, Pan Records
- That’s the Deal, LP, 1975, Pan Records
- Live, LP, 1980, Nash-Records
- Fairytales and Promises, LP, 1982, Gee Bee Dee
- So Simple, LP, 1984, Wiska Records
- Live II, LP, 1987, Wiska Records
- Rockin’ Fantasy, LP, 1987, Wiska Records
- Sozou, LP, 1988, Wiska Records
- Live!, CD, 1991, Wiska Records
- Jam: 20 Jahre, CD, 1992, Wiska Records
- 9, CD, 1992
- Let’s Dream, CD, 1993, Wiska Records
- I Sing for All That Hope, CD, 1993, Wiska Records
- Tales of Purple Sally, CD, 1995, Wiska Records
- Live ’95, CD, 1995, Wiska Records
- Studio Tapes 1976-1978, CD, 1996, Wiska Records
- Die Gunst der Stunde, CD, 1997, Wiska Records
- Köln-Düsseldorfer Freundschaft ... an sich unmöglich., CD, 1997, Wiska Records
- Green, CD, 2001, So-Preis
- Tough Ain’t Enough!, Singe/EP, 2005, Meyer Records
- More Than 40 Years of Rockmusik, CD und LP, 2007, Meyer Records